# Хьюм, Гэри
Гэри Хьюм (Gary Hume, род. 1962, Кент, Великобритания, живёт и работает в Лондоне и Нью-Йорке) — современный британский художник.

## Образование
- 1988 Goldsmith’s College, Лондон

## Творчество
Гэри Хьюм известен живописью, отличающейся яркой палитрой, упрощенными образами и плоскими областями притягательного цвета. Хотя картины Хьюма всегда отличает сочная поверхность и упрощенные формы, многие из них наполнены меланхолической красотой. Хьюм впервые получил признание критиков с серией работ Door. Эти минималистичные и абстрактные работы с блестящей и отражающей поверхностью, созданные в начале 1990-х, включали широкий набор сюжетов, от обнаженной натуры до снеговиков. Тематика работ художника ещё больше расширилась в середине 1990-х с включением образов популярной культуры. Для британского павильона на Венецианской биеннале в 1999 Хьюм создал Water Paintings, работы большого формата, линейные рисунки обнаженной натуры по плоскими областями цвета.

## Персональные выставки
| - 2008 Door Paintings, Modern Art, Оксфорд - 2008 Baby Birds and Things That Are Left Behind, Galleria Lorcan O’ Neill, Рим - 2007 American Tan, White Cube, Лондон - 2007 Angels, Flowers and Icons, Hastings Museum and Art Gallery, Hastings - 2006 Cave Paintings, White Cube, Лондон - 2005 Carnival, Matthew Marks Gallery, Нью-Йорк - 2004 Carnival, Kestnergesellschaft, Ганновер - 2004 The Bird Has A Yellow Beak, Kunsthaus Bregenz, Брегенц - 2003 Gary Hume, Galleria Massimo De Carlo, Милан - 2003 Gary Hume, Matthew Marks Gallery, Нью-Йорк - 2003 Gary Hume, Irish Museum of Modern Art, Дублин - 2002 Gary Hume, White Cube, Лондон - 2001 Gary Hume, Matthew Marks Gallery, Нью-Йорк | - 2000 Gary Hume, Fundació “la Caixa”, Барселона - 2000 Gary Hume, Cultugest, UMA Casa de Mundo, Лиссабон - 1999 Gary Hume, Whitechapel Art Gallery, Лондон - 1999 Gary Hume, Dean Gallery, National Galleries of Scotland, Эдинбург - 1999 Gary Hume, British Pavilion, XLVIII Venice Biennale of Art, Венеция - 1998 Gary Hume: Night-time Window Projections, LEA Gallery, Лондон - 1998 Gary Hume, Sadler's Wells Theatre, London - 1998 Turnaround. Inside Out at the Hayward, Hayward Gallery, London - 1998 Small Paintings, Matthew Marks Gallery, Нью-Йорк - 1997 Matthew Marks Gallery, New York - 1996 Bonnefantenmuseum, Maastricht - 1996 XXIII Bienal de Sao Paulo, Brazil | - 1996 Gary Hume,Galleria il Ponte, Рим - 1996 Gary Hume: Garden, Galerie Gebauer and Thumm, Berlin - 1995 Gary Hume, Jay Jopling/White Cube, London - 1995 Gary Hume, Kunsthaller, Bern; Institute of Contemporary Art, Лондон - 1995 My Aunt and I Agree, Habitat, Kings Road, London - 1995 Gary Hume, Matthew Marks Gallery, New York - 1993 Gary Hume : New Works, Galerie Tanja Grünert, Кёльн - 1993 Exhibited one new painting, Madonna & Child, Sarah Lucas’ bedsit, Holloway Road, Лондон - 1992 Recent Paintings, Daniel Weinburg Gallery, Санта Моника - 1992 Recent Paintings, Matthew Marks Gallery, New York - 1991 Tarpaulins, Galerie Tanja Grunert, Кёльн - 1991 The Dolphin Paintings, Karsten Schubert Ltd., Лондон - 1989 Gary Hume: Recent Works, Karsten Schubert Ltd., Лондон |